# Heather Goodman
Heather Goodman (* 30. März 1935 in Birkenhead als Heather Meakin; † 23. September 2022 in Kendal) war eine britische Kanutin.

## Karriere
Heather Goodman wurde 1935 in Birkenhead als Heather Meakin geboren. Nach dem Zweiten Weltkrieg zog ihre Familie nach Kendal, wo sie mit dem Kanusport begann und 1952 mit Freunden den Lakeland Canoe Club gründete. Sie heiratete Bill Goodman vom Manchester Canoe Club und wurde 10-fache britische Meisterin. Bei den Olympischen Sommerspielen 1972 in München war sie neben Victoria Brown und Pauline Goodwin die erste britische Olympiateilnehmerin im Kanuslalom. Im Einer-Kajak belegte sie den 13. Platz.
Nach ihrer Karriere konnte sie 2005 in der Altersklasse zwischen 65 von 70 Jahren Gold bei den World Masters Mountain Running Championships gewinnen. Des Weiteren nahm sie viermal am London-Marathon teil.